# Amphoe Khlong Luang
Amphoe Khlong Luang (Thai: อำเภอ คลองหลวง}, Aussprache: ʔāmpʰɤ̄ː kʰlɔ̄ːŋ lǔaŋ) ist ein Landkreis (Amphoe – Verwaltungs-Distrikt) in der Provinz Pathum Thani in der Zentralregion von Thailand. Die Provinz liegt direkt nördlich von Bangkok und ist ein Teil der Bangkok Metropolitan Region.

## Geographie
Angrenzende Bezirke sind (von Norden im Uhrzeigersinn) Bang Pa In und Wang Noi der Provinz Ayutthaya, Nong Suea, Thanyaburi, Mueang Pathum Thani und Sam Khok der Provinz Pathum Thani.

## Geschichte
Ursprünglich war diese Gegend ein Teil des Bezirks Bang Wai, der durch Müang Thanyaburi verwaltet wurde. In der Ayutthaya-Periode war dieses Gebiet von Flachlandwäldern geprägt. Als im Jahre 1767 das Königreich von Ayutthaya durch burmesische Truppen zerstört worden war, hatten sich einige der überlebenden Truppenteile in diese Gegend zurückgezogen.
Nachdem die Bevölkerung angewachsen war, wurden die Ackerbauflächen bis an Thung Luang (jetzt im Bezirk Thanyaburi) heran ausgedehnt. König Chulalongkorn (Rama V.) ordnete an den Rangsit-Kanal (Khlong Rangsit) zu errichten, um die Bewässerung landwirtschaftlicher Flächen in der Gegend Thung Luang und Bang Wai sicherzustellen. Nachdem der Kanal fertiggestellt war, änderte die Regierung den Namen des Bezirkes in Khlong Luang, um an die Tat König Chulalongkorn zu erinnern.

## Wirtschaft
Im Amphoe Khlong Luang, an der Phahonyothin-Straße, befindet sich seit 2002 die thailändische Münzprägeanstalt.

## Verkehr
Durch den Landkreis führen die folgenden wichtigen Straßenverbindungen:
- Die Phahonyothin-Schnellstraße (Thai: ถนนพหลโยธิน), die als Nationalstraße 1 (Thai: ทางหลวง แผ่นดิน หมายเลข 1) die Hauptstadt Bangkok mit Nordthailand und der Nordostregion von Thailand, dem so genannten Isan, verbindet.
- Die Outer Bangkok Ring Road (Nationalstraße 9, Thai: ทางหลวงพิเศษ หมายเลข 9), eine Autobahn, die als Umgehungsstraße für Bangkok dient.

## Ausbildung
- Thammasat-Universität, Rangsit-Campus
- Sirindhorn International Institute of Technology
- Bangkok-Universität, Rangsit Campus
- Rajamangala University of Technology Thanyaburi (มหาวิทยาลัย เทคโนโลยีราชมงคลธัญบุรี)
- Valaya Alongkorn Rajabhat University (มหาวิทยาลัย ราชภัฏวไลยอลงกรณ์)
- Asian Institute of Technology (AIT)
- Nationales Museum für Wissenschaft

## Sport
Auf dem Gelände der gleichnamigen Universität befindet sich das Thammasat-Stadion, ein Mehrzweckstadion. Unter anderem absolviert hier der Erstliga-Fußballverein Police United seine Heimspiele.

## Sehenswürdigkeiten
Das Königliche Krematorium für den verstorbenen König Bhumibol Adulyadej am Sanam-Luang-Platz nahe dem Großen Palast, soll in Khlong Luang als Teil einer Dauerausstellung über das Leben Seiner Majestät neu errichtet werden.

## Religion

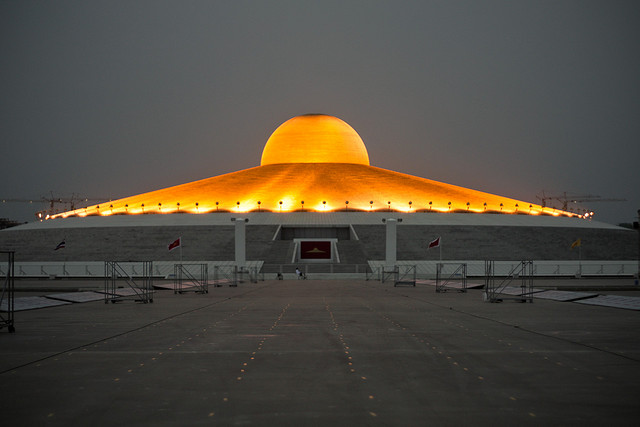
Chedi des Wat Phra Dhammakaya

Im Tambon Khlong Sam des Amphoe Khlong Luang befindet sich der Wat Phra Dhammakaya, der größte Tempel Thailands. Er ist das Zentrum der gleichnamigen, international verbreiteten Sekte, die hier ihr World Dhammakaya Centre hat. Wahrzeichen des Wat ist der riesige goldene Chedi, der mit einer Million einzelner Buddhafiguren besetzt ist (300.000 außen und 700.000 innen). Aufgrund seines ungewöhnlichen Aussehens wird er auch als UFO-Tempel bezeichnet. Das Gelände der Religionsgemeinschaft umfasst insgesamt mehr als 400 Hektar. Hier lebten 2008 800 Mönche, 300 Novizen, 150 männliche und 500 weibliche Laien.

## Verwaltung

### Provinzverwaltung
Der Landkreis Khlong Luang ist in sieben Tambon („Unterbezirke“ oder „Gemeinden“) eingeteilt, die sich weiter in 106 Muban („Dörfer“) unterteilen.
| Nr. | Name         | Thai    | Muban | Einw.  |
| --- | ------------ | ------- | ----- | ------ |
| 01. | Khlong Nueng | คลองหนึ่ง | 20    | 94.903 |
| 02. | Khlong Song  | คลองสอง | 15    | 31.223 |
| 03. | Khlong Sam   | คลองสาม | 16    | 76.514 |
| 04. | Khlong Si    | คลองสี่   | 16    | 16.899 |
| 05. | Khlong Ha    | คลองห้า  | 16    | 13.361 |
| 06. | Khlong Hok   | คลองหก  | 14    | 11.195 |
| 07. | Khlong Chet  | คลองเจ็ด | 09    | 07.095 |

### Lokalverwaltung
Es gibt zwei Kommunen mit „Stadt“-Status (Thesaban Mueang) im Landkreis:
- Tha Khlong (Thai: เทศบาลเมืองท่าโขลง) bestehend aus den Teilen der Tambon Khlong Nueng, Khlong Song.
- Khlong Luang (Thai: เทศบาลเมืองคลองหลวง) bestehend aus den Teilen der Tambon Khlong Nueng, Khlong Song.

Außerdem gibt es fünf „Tambon-Verwaltungsorganisationen“ (องค์การบริหารส่วนตำบล – Tambon Administrative Organizations, TAO)
- Khlong Sam (Thai: องค์การบริหารส่วนตำบลคลองสาม) bestehend aus dem kompletten Tambon Khlong Sam.
- Khlong Si (Thai: องค์การบริหารส่วนตำบลคลองสี่) bestehend aus dem kompletten Tambon Khlong Si.
- Khlong Ha (Thai: องค์การบริหารส่วนตำบลคลองห้า) bestehend aus dem kompletten Tambon Khlong Ha.
- Khlong Hok (Thai: องค์การบริหารส่วนตำบลคลองหก) bestehend aus dem kompletten Tambon Khlong Hok.
- Khlong Chet (Thai: องค์การบริหารส่วนตำบลคลองเจ็ด) bestehend aus dem kompletten Tambon Khlong Chet.